# Michelsberg 25 (Bamberg)
Koordinaten: 49° 53′ 33,4″ N, 10° 52′ 33,6″ O

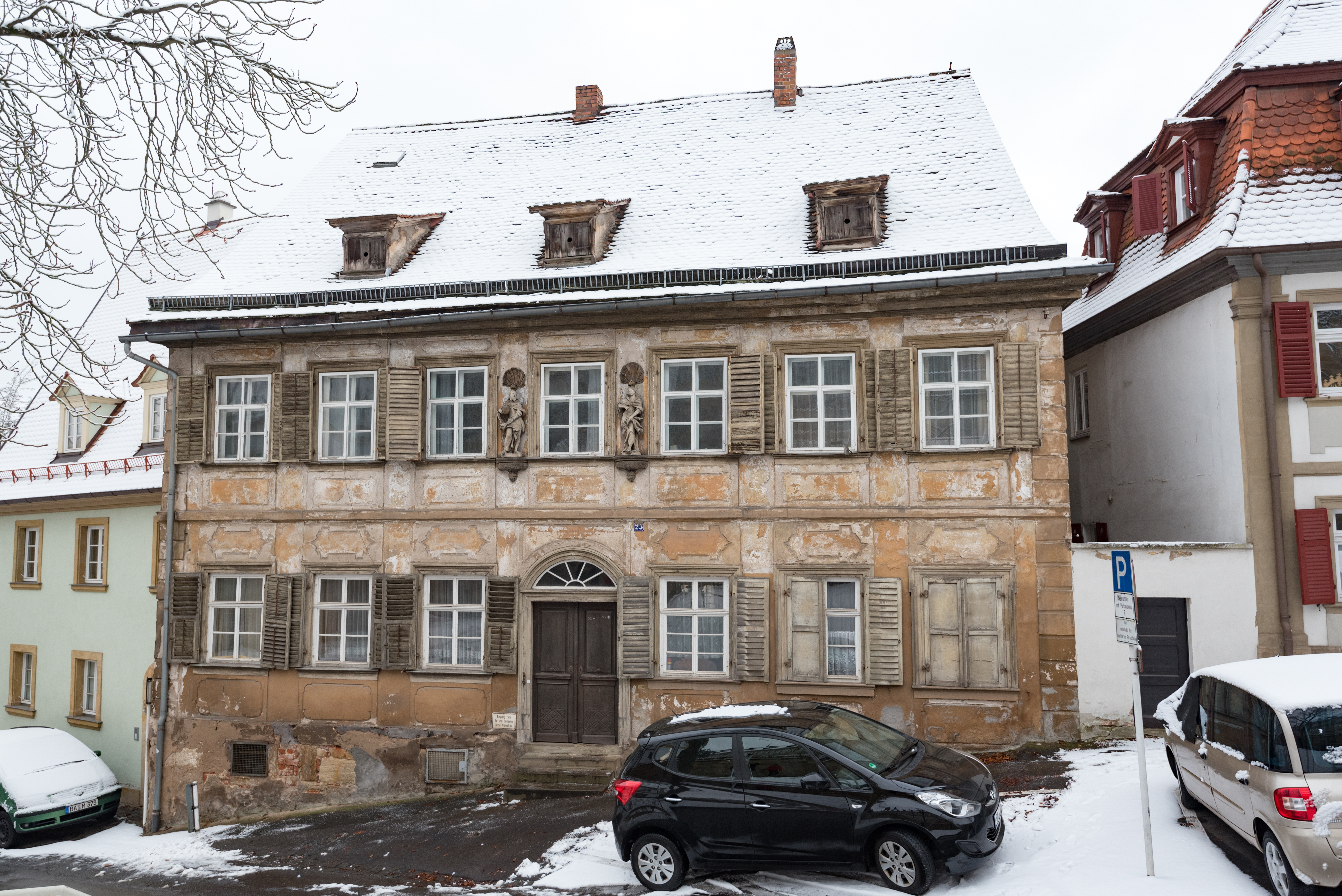
Gesamtansicht der Straßenseite von Michaelsberg 25, 2012.

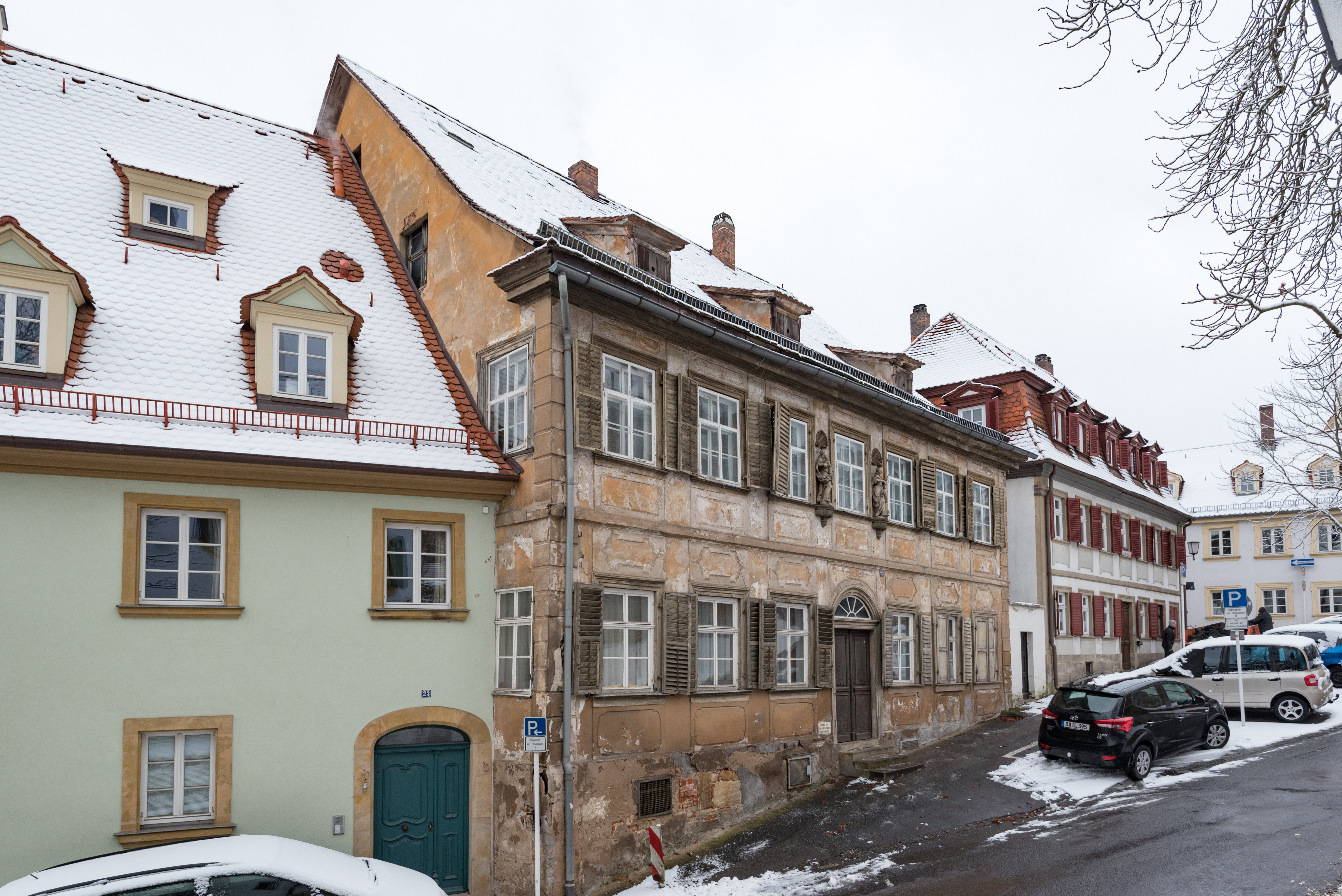
Ansicht der Straßenseite mit östlichem Giebel von Michaelsberg 25, 2012.

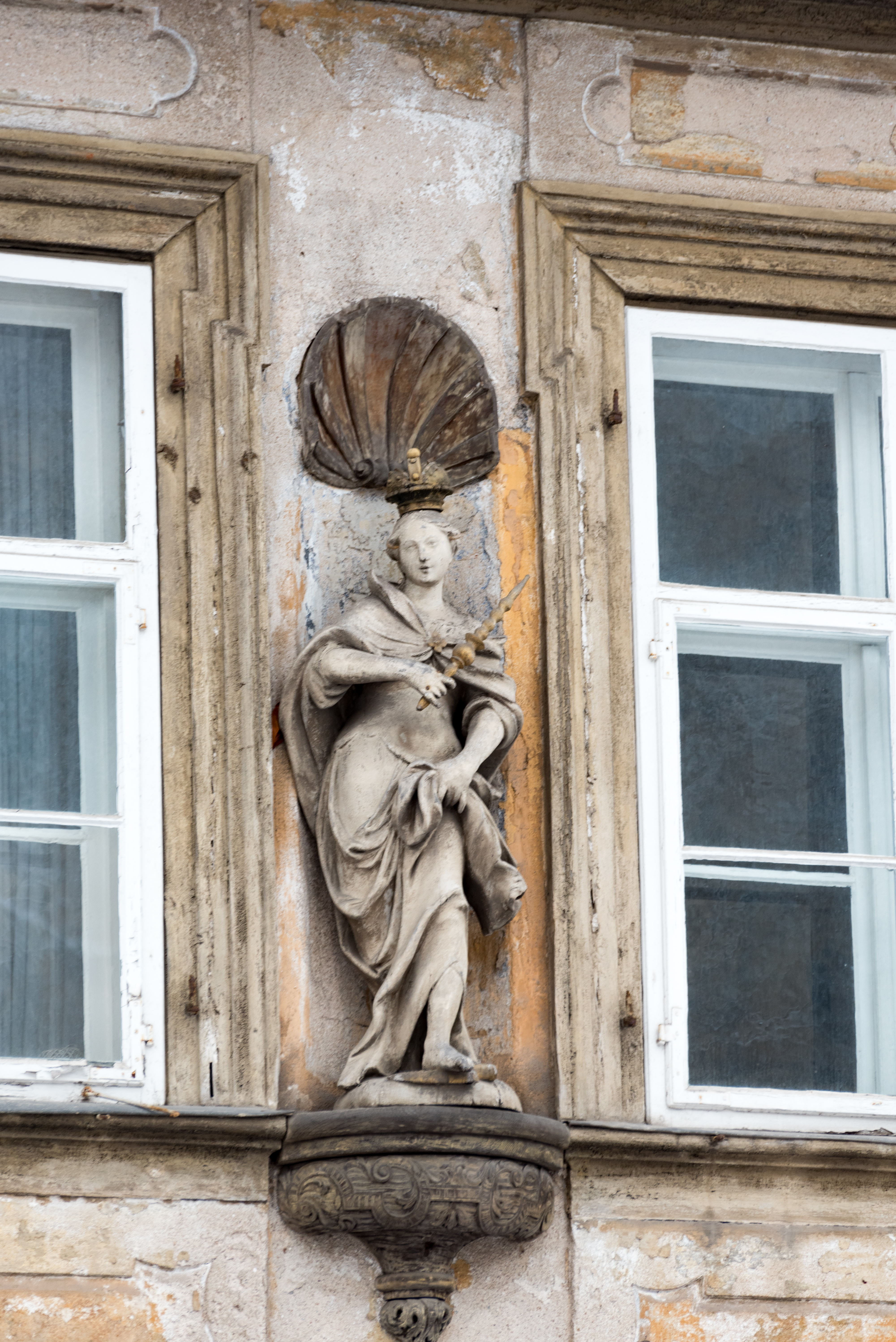
Skulptur Kaiserin Kunigunde, 2015.

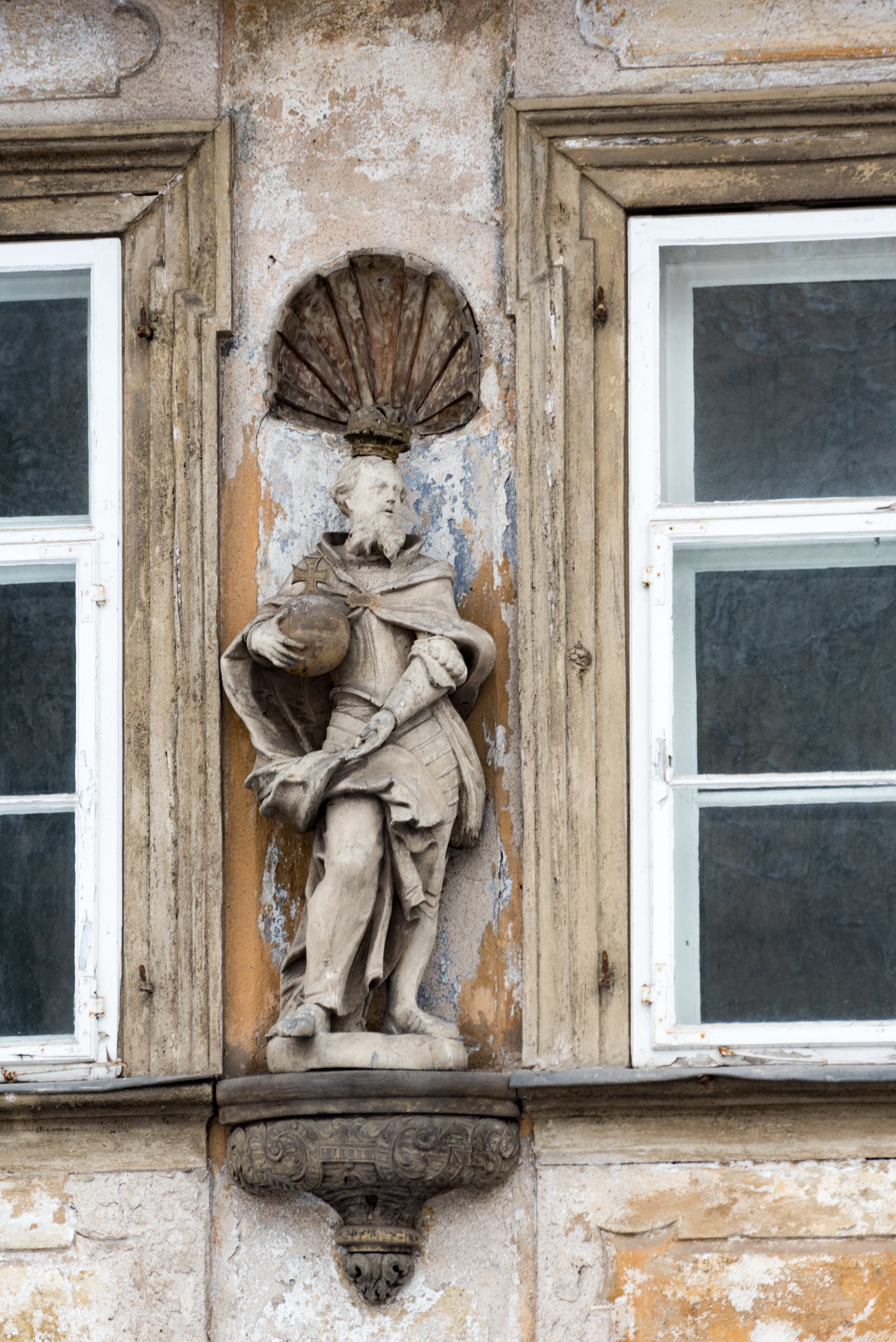
Skulptur Kaiser Heinrich II., 2015.

Das Wohnhaus Michelsberg 25 in Bamberg wurde 1717/18 oder etwas später im Gebiet der Immunität des Klosters St. Michael errichtet und wurde bis 1878 unter der Hausnummer 1828 geführt. Es ist unter der Aktennummer D-5-77-177-356 als Baudenkmal in die Bayerische Denkmalliste eingetragen. 

## Baugeschichte
Das Anwesen lässt sich urkundlich bis 1433 zurückverfolgen. Im Urbar taucht eine Margarethe Krachzelgin als Besitzerin auf. Davor soll es einem Herrmann Pfister gehört haben. Zusammen mit den Anwesen Michelsberg 23, Storchsgasse 5 und Storchsgasse 9 wurde es 1575 von den Sekretären des Domherrn Johann Fuchs von Bimbach für dessen Söhne Hans Sixtus und Lorenz erworben und blieb bis 1601 in deren Besitz. 1692 kaufte Sebastian Hermann den hinteren Teil des Hauses. Der Kunstschreiner Servatius Brickhard, der große Teile der hochwertigen Schnitzarbeiten der Klosterkirche St. Michael geliefert hatte, taucht 1706 als Mitbesitzer des Anwesens auf und wurde 1713 durch Zukauf Alleinbesitzer. Er bat die Kanzlei des Klosters im Dezember 1716 und Juni 1717 um die Überlassung von Stammholz zur Errichtung eines Neubaus. 1717/18 oder etwas später wurde der heutige Bau errichtet. Nach dem Tod Brickhards ging das Haus in den Besitz des Klosters über. Der Reichsritter Stephan von Renauld bewohnte das Haus mit seiner Familie während seiner Tätigkeit als Syndikus und Lehensrichter für das Kloster. Im Zuge der Säkularisation erwarb er wohl das Anwesen. Im Zusammenhang mit einem Hausbrand wird er als Eigentümer des Hauses Nr. 1828 genannt. Nach seinem Tod verkauft es seine Witwe, die Hofräthin Maria Apollonia von Renauld 1822. Danach wechselte das Anwesen häufig den Besitzer. Anfang der 1840er Jahre erwarb es der Schloßgärtner von Aschbach, Karl Grimm, und gründete hier eine Kunstgärtnerei. An der südöstlichen Grundstücksgrenze ließ er ein Glashaus errichten, das mit Rauchgas beheizt werden konnte. 1905 wurde anstelle einer abgebrannten Scheune und der Glashäuser der Kunstgärtnerei ein teilunterkellertes, pultdachgedecktes Hintergebäude errichtet, das heute noch besteht.

## Baubeschreibung
Der zweigeschossige Putzbau steht auf einem die Hanglage ausgleichenden Sockelgeschoss. Das traufständige Satteldach ist mit Segmentbiberschwänzen gedeckt. Die siebenachsige Fassade zur Straßenseite ist von genuteten Ecklisenen eingefasst und durch Sohlbankgesimse untergliedert. Die Fenster beider Geschosse sind durch Brüstungs- und Sturzplatten mit eingetieften Spiegeln zu Fensterbahnen zusammengezogen. Der Haupteingang befindet sich in der Fassadenmitte und ist über eine vierstufige Treppe erreichbar. Über dem reich profilierten Türsturz befindet sich ein segmentbogiges Oberlicht. Das Mittelfenster im Obergeschoss wird von zwei vollplastischen Skulptur des heiligen Kaiserpaars Heinrich II. und Kunigunde von Luxemburg seitlich gerahmt.